# 米哈伊尔·弗拉基米罗维奇·库兹明
米哈伊尔·弗拉基米罗维奇·库兹明（羅馬化：Mikhail Vladimirovich Kuzmin；1955年8月5日）是俄罗斯政治人物，第七届和第八届国家杜马代表。1991年至2001年，他曾担任斯塔夫罗波尔市长。
1980年起，他在农业和食品部担任一组项目组织工作的工程师。两年后，他被任命为斯塔夫罗波尔十月镇区共青团委员会第一书记。1990年至1991年，他先后担任斯塔夫罗波尔市执行委员会代表、第一副主席。1991年至2001年担任斯塔夫罗波尔市长。1997年至2016年，库兹明担任斯塔夫罗波尔州杜马代表。 2007年3月11日，当选斯塔夫罗波尔州第四届国家杜马议员。2016年，他担任第七届国家杜马代表。2021年9月起，他连任第八届国家杜马代表。

## 荣誉
- 荣誉勋章（英语：Order of Honour (Russia)）